# 西尾線
西尾線（日语：／ Nishio sen */?）是一條連結愛知縣安城市的新安城站至同縣西尾市的吉良吉田站，屬於名古屋鐵道（名鐵）的鐵路線。

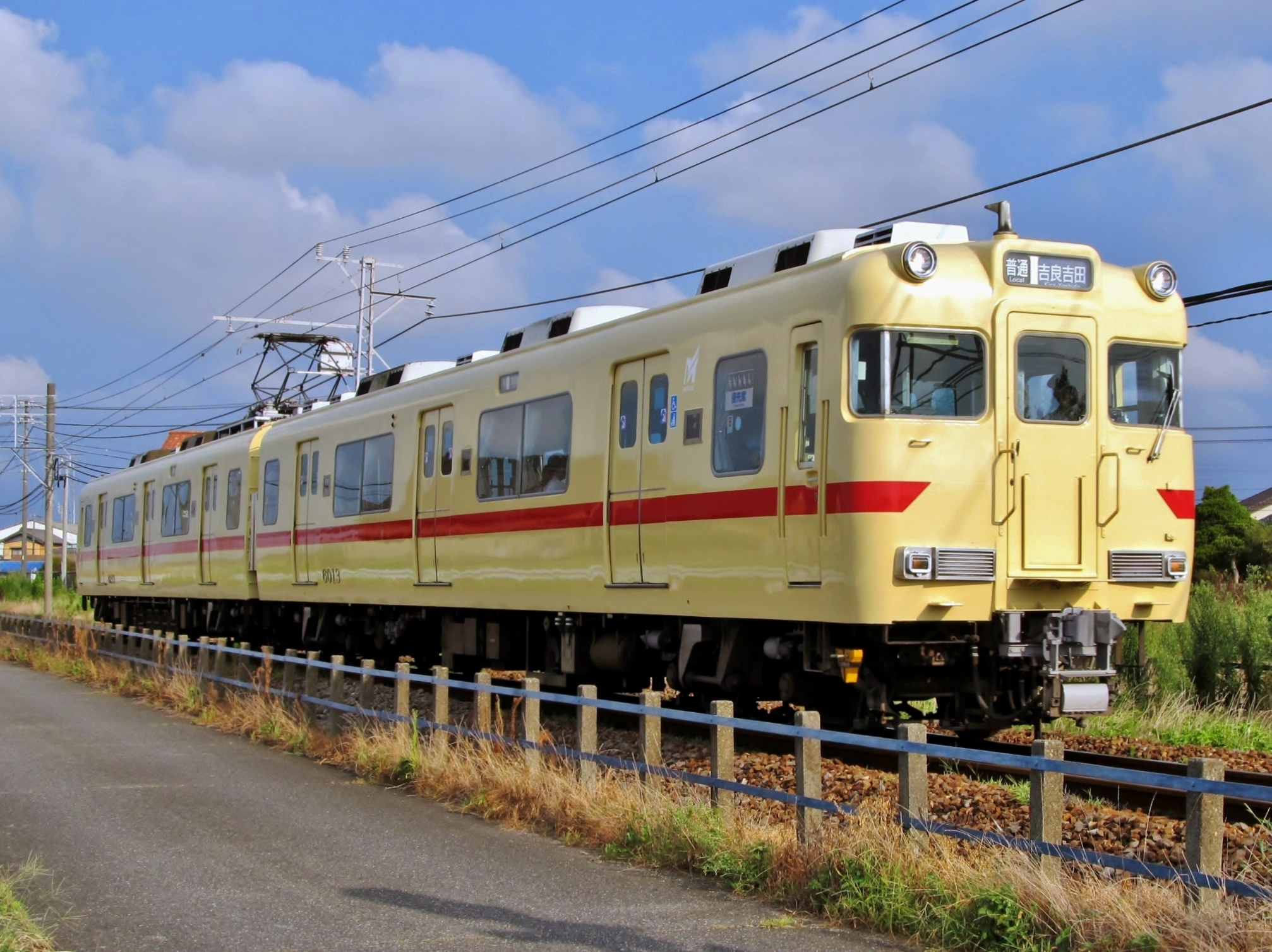
往吉良吉田站的名鐵6000系電聯車 (2024年8月)

## 路線資料
- 路線距離（營業距離）：24.7公里
- 軌距：1,067毫米
- 站數：14個（包括起終點站）
- 複線路段：西尾口（但是構內是單線）－西尾間、櫻井－南櫻井間
  - 新安城－西尾間相當一部分確保了可作複線化之用的用地。
- 可交會車站：新安城、南安城、櫻井、南櫻井、米津、西尾、福地、上橫須賀、吉良吉田
- 電氣化路段：全線（直流1,500 V）
- 閉塞方式：自動閉塞式
- 最高速度：100公里/小時

### （舊）西尾線
資料以各路段廢除時為準。
| 路段                                 | 廢除年份 | 路線距離 （營業距離） | 軌距      | 站數 | 複線路段         | 電氣化路段           |
| ------------------------------------ | -------- | --------------------- | --------- | ---- | ---------------- | -------------------- |
| 岡崎站前（岡崎新）－福岡町（土呂）間 | 1962年   | 2.5公里               | 1,067毫米 | 5    | 沒有（全線單線） | 直流600 V            |
| 土呂－西尾口間                       | 1959年   | 9.4公里               | 1,067毫米 | 5    | 沒有（全線單線） | 直流600 V            |
| 久麻久－（舊）西尾－一色口間         | 1928年   | 4.6公里               | 762毫米   | 3    | 沒有（全線單線） | 沒有（全線非電氣化） |
| 吉田臨港線                           | 1928年   | 0.4公里               | 762毫米   | 1    | 沒有（全線單線） | 沒有（全線非氣電化） |

1. ↑  福岡線復活路段
2. ↑  作為西尾線在1943年休止。1951年－1962年作為福岡線營業。
3. ↑  包括起終點站
4. ↑  除土呂站外，包括西尾口站
5. ↑  久麻久站除外，包括一色口站（現：福地站）
6. ↑  （舊）吉良吉田站除外

## 車站列表
所有車站都位於愛知縣。

### 營業中路段
- 停靠站以2008年12月27日為準。
- 普通全站停車（表中省略）

範例
停靠站 … ●：標準停靠站 △：特別停靠站 ｜：通過
軌道 … ｜：單線路段 ◇：單線路段的可交會車站 ∧：此起往下為複線 ∨：此起往下為單線
| 車站編號 | 中文站名 | 日文站名 | 英文站名 | 站間距離 | 營業距離 | 準急 | 急行 | 特急 | 接續路線                | 軌道 | 所在地 |
| -------- | -------- | -------- | -------- | -------- | -------- | ---- | ---- | ---- | ----------------------- | ---- | ------ |
| NH17     | 新安城   |          |          | -        | 0.0      | ●    | ●    | ●    | 名古屋鐵道： 名古屋本線 | ◇    | 安城市 |
| GN01     | 北安城   |          |          | 2.6      | 2.6      | △    | ｜   | ｜   |                         | ｜   | 安城市 |
| GN02     | 南安城   |          |          | 1.4      | 4.0      | ●    | ●    | ●    |                         | ◇    | 安城市 |
| GN03     | 碧海古井 |          |          | 1.7      | 5.7      | △    | ｜   | ｜   |                         | ｜   | 安城市 |
| GN04     | 堀內公園 |          |          | 1.0      | 6.7      | ｜   | ｜   | ｜   |                         | ｜   | 安城市 |
| GN05     | 櫻井     |          |          | 1.2      | 7.9      | ●    | ●    | ●    |                         | ∧    | 安城市 |
| GN06     | 南櫻井   |          |          | 1.6      | 9.5      | ●    | ｜   | ｜   |                         | ∨    | 安城市 |
| GN07     | 米津     |          |          | 2.1      | 11.6     | ●    | ●    | ｜   |                         | ◇    | 西尾市 |
| GN08     | 櫻町前   |          |          | 1.4      | 13.0     | ●    | ●    | ｜   |                         | ｜   | 西尾市 |
| GN09     | 西尾口   |          |          | 1.2      | 14.2     | ｜   | ｜   | ｜   |                         | ∧    | 西尾市 |
| GN10     | 西尾     |          |          | 0.8      | 15.0     | ●    | ●    | ●    |                         | ∨    | 西尾市 |
| GN11     | 福地     |          |          | 2.4      | 17.4     | ●    | ●    |      |                         | ◇    | 西尾市 |
| GN12     | 上橫須賀 |          |          | 3.1      | 20.5     | ●    | ●    |      |                         | ◇    | 西尾市 |
| GN13     | 吉良吉田 |          |          | 4.2      | 24.7     | ●    | ●    |      | 名古屋鐵道： 蒲郡線     | ◇    | 西尾市 |

在各站中有人車站只有櫻井站（部分時段為無人）、西尾站和吉良吉田站三站，其餘都是無人車站。在各站的月台中，新安城站、南安城站、櫻井站、南櫻井站和西尾站可容納6卡車廂，其餘只可容納4卡車廂。米津站只可容納4卡車廂，但是兩抽6卡列車可於站內進行列車交會。

### 廢站
- （暫時）碧電西尾口站 : 櫻町前站 - 西尾口站之間。1928年10月1日廢除。
- 橫須賀口站 : 福地站 - 上橫須賀站之間。1915年8月5日廢除。
- （臨）花火站 : 福地站 - 上橫須賀站之間。1915年10月17日廢除。
- 鎌谷站 : 福地站 - 上橫須賀站之間。2006年12月16日廢除。
- 東富田站 : 上橫須賀站 - 吉良吉田站之間。1969年4月5日廢除。
- 三河荻原站 : 上橫須賀站 - 吉良吉田站之間。2006年12月16日廢除。
- （舊）吉良吉田站 : 上橫須賀站 - 吉良吉田站之間。1943年2月1日廢除。

### 廃除區間
西尾附近的舊線區間、吉田臨港線（1928年廢除）
車站列表
久麻久站 –  天王門站 – （舊）西尾站 –  一色口站（現時：福地站） … <營業區間> … （舊）吉良吉田站 –  吉田港站
接續路線
- （舊）西尾站：愛電平坂線

（舊）西尾線區間（1943年暫停營業，1959年廢除）
車站列表
岡崎新站（岡崎站前站） –  土呂站（福岡町站） –  （臨）占部站* –  三河中島站 –  三江島站 –  （臨）三和川站* –  八面站** –  久麻久站 –  西尾口站 –  西尾站
括號內的站名是福岡線時代，車站重開時的站名。
*占部站和三和川站在1917年廢除。
**八面站在1929年廢除，隨後在1930年重開。但是後來再次廢除的日期不詳。

接續路線
- 岡崎新站（岡崎站前站）：岡崎市內線、東海道本線（岡崎站）
- 西尾口站：碧海電氣鐵道
- 西尾站：名鐵平坂線、碧海電氣鐵道

## 外部連結
- 西尾線・蒲郡線 路線・車站情報 （页面存档备份，存于） （名古屋鐵道）